# Jindai
Jindai (kinesiska: 金带) är ett stadsdelsdistrikt i sydvästra Kina. Det ligger i stadsdistriktet Liangping i storstadsområdet Chongqing, omkring 160 kilometer nordost om det centrala stadsdistriktet Yuzhong. Antalet invånare är 11 644. Befolkningen består av 5 768 kvinnor och 5 876 män. Barn under 15 år utgör 20,0 %, vuxna 15-64 år 65 %, och äldre över 65 år 13,0 %.